# توفیق اسماعیلوف
توفیق اسماعیلوف (انگلیسی: Tofig Ismayilov; ۶ آوریل ۱۹۳۹ – ۲۵ مارس ۲۰۱۶) فیلم‌نامه‌نویس و کارگردان فیلم اهل کشور جمهوری آذربایجان بود. اسماعیلوف بیش از ۳۰ فیلم از جمله فیلم‌های مستند را کارگردانی کرد و در چندین فیلم بازی کرد. او از سال ۲۰۰۷ در دانشگاه دولتی فرهنگ و هنر آذربایجان سخنرانی می‌کرد. اسماعیلوف به عنوان یک محقق، دایرةالمعارف تاریخ سینمای مردم ترک را تألیف کرد. مقالات او در بیش از پنجاه روزنامه و مجله ترکیه منتشر شد.